# ATP Firenze 1988
L'ATP Firenze 1988 è stato un torneo di tennis giocato sulla terra rossa. È stata la 16ª edizione dell'ATP Firenze che fa parte del Nabisco Grand Prix 1988. Si è giocato a Firenze in Italia dal 16 al 22 maggio 1988.

## Campioni

### Singolare
Massimiliano Narducci ha battuto in finale  Claudio Panatta con il punteggio di 3–6, 6–1, 6–4

### Doppio
Javier Frana /  Christian Miniussi hanno battuto in finale  Claudio Pistolesi /  Horst Skoff con il punteggio di 7–6, 6–4